# جوليو سيزار (لاعب كرة قدم مواليد 1984)
جوليو سيزار (بالبرتغالية: Júlio César de Souza Santos) (27 أكتوبر 1984 في البرازيل - ) هو لاعب كرة قدم برازيلي في مركز حراسة المرمى. لعب مع نادي كورينثيانز ونادي ناوتيكو.

## وصلات خارجية
- جوليو سيزار (لاعب كرة قدم) على موقع قاعدة بيانات كرة القدم.إي يو (الإنجليزية)
- جوليو سيزار (لاعب كرة قدم) على موقع Soccerway.com (الإنجليزية)